# Totainville
Totainville est une commune française située dans le département des Vosges, en région Grand Est.
Ses habitants sont appelés les Totainvillois.

## Géographie

### Localisation
Totainville est un village-rue de l'Ouest vosgien, disposé en arc de cercle le long de la D 14.
La commune se compose de 430,16 hectares de territoires agricoles (84,68 %) et 77,54 hectares de forêts et milieux semi-naturels  (15,26 %).

### Hydrographie et les eaux souterraines
Hydrogéologie et climatologie : Système d’information pour la gestion des eaux souterraines du bassin Rhin-Meuse :
Territoire communal : Occupation du sol (Corinne Land Cover); Cours d'eau (BD Carthage),
Géologie : Carte géologique; Coupes géologiques et techniques,
 Hydrogéologie : Masses d'eau souterraine; BD Lisa; Cartes piézométriques.

#### Réseau hydrographique
La commune est située dans le bassin versant du Rhin et le bassin versant de la Meuse au sein du bassin Rhin-Meusele bassin versant de la Meuse. Elle n'est drainée par aucun cours d'eau,.

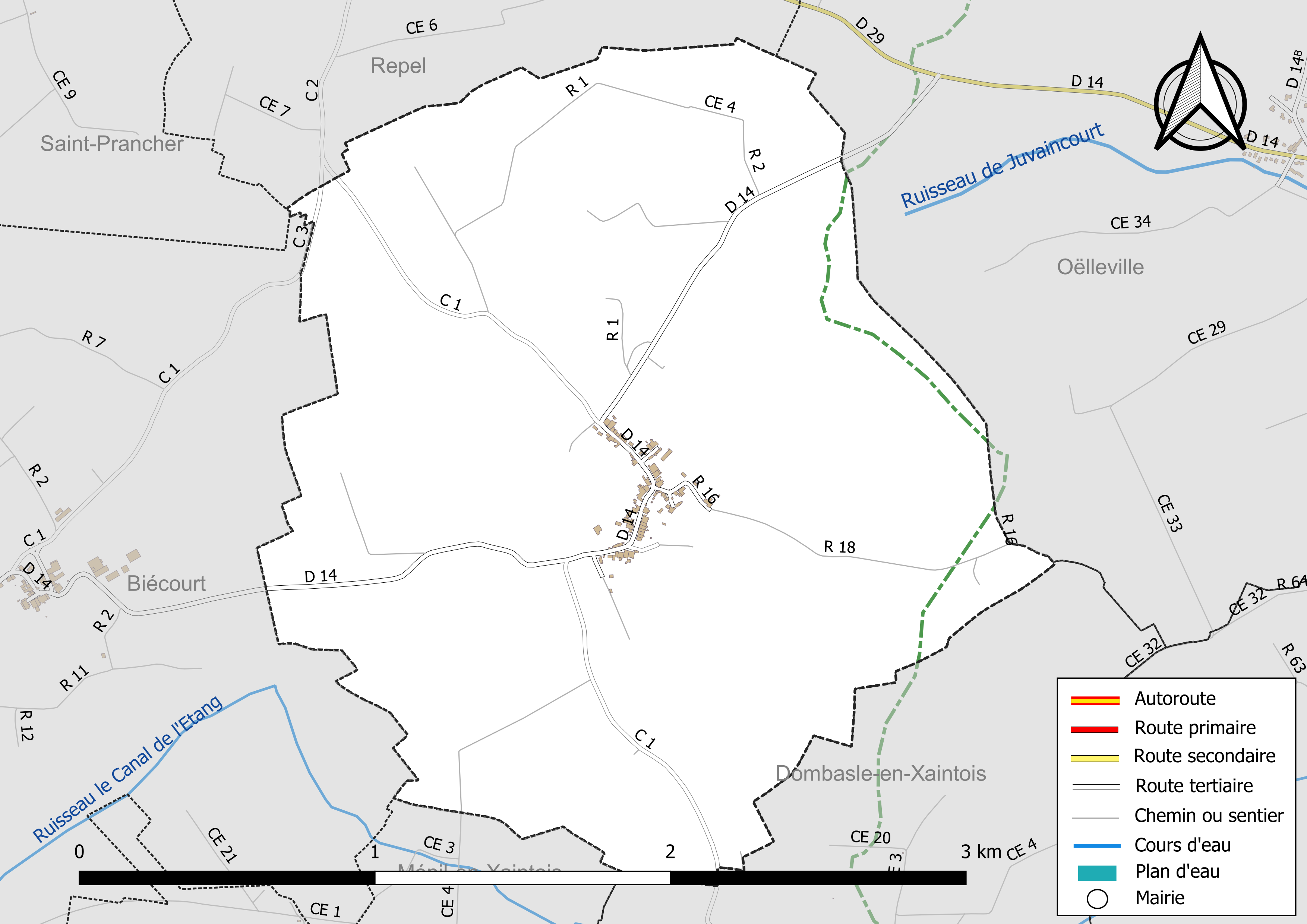
Réseaux hydrographique et routier de Totainville.

#### Gestion et qualité des eaux
Le territoire communal est couvert par le schéma d'aménagement et de gestion des eaux (SAGE) « Nappe des Grès du Trias Inférieur ». Ce document de planification, dont le territoire comprend le périmètre de la zone de répartition des eaux de la nappe des Grès du trias inférieur (GTI), d'une superficie de 1 497 km2,  est en cours d'élaboration. L’objectif poursuivi est de stabiliser les niveaux piézométriques de la nappe des GTI et atteindre l'équilibre entre les prélèvements et la capacité de recharge de la nappe. Il doit être cohérent avec les objectifs de qualité définis dans les SDAGE Rhin-Meuse et Rhône-Méditerranée. La structure porteuse de l'élaboration et de la mise en œuvre est le conseil départemental des Vosges.
La qualité des cours d’eau peut être consultée sur un site dédié géré par les agences de l’eau et l’Agence française pour la biodiversité. 

### Climat
Pour des articles plus généraux, voir Climat du Grand Est et Climat des Vosges.
En 2010, le climat de la commune est de type climat des marges montargnardes, selon une étude du Centre national de la recherche scientifique s'appuyant sur une série de données couvrant la période 1971-2000. En 2020, Météo-France publie une typologie des climats de la France métropolitaine dans laquelle la commune est exposée à un climat océanique altéré et est dans la région climatique  Lorraine, plateau de Langres, Morvan, caractérisée par un hiver rude (1,5 °C), des vents modérés et des brouillards fréquents en automne et hiver. 
Pour la période 1971-2000, la température annuelle moyenne est de 9,5 °C, avec une amplitude thermique annuelle de 16,9 °C. Le cumul annuel moyen de précipitations est de 893 mm, avec 12,4 jours de précipitations en janvier et 9,2 jours en juillet. Pour la période 1991-2020, la température moyenne annuelle observée sur la station météorologique de Météo-France la plus proche, « Mirecourt-inra », sur la commune de Mirecourt à 11 km à vol d'oiseau, est de 10,4 °C et le cumul annuel moyen de précipitations est de 824,3 mm. 
La température maximale relevée sur cette station est de 39,5 °C, atteinte le 25 juillet 2019 ; la température minimale est de −19,5 °C, atteinte le 20 décembre 2009,,. 
Les paramètres climatiques de la commune ont été estimés pour le milieu du siècle (2041-2070) selon différents scénarios d'émission de gaz à effet de serre à partir des nouvelles projections climatiques de référence DRIAS-2020. Ils sont consultables sur un site dédié publié par Météo-France en novembre 2022.

## Urbanisme

### Typologie
Au 1er janvier 2024, Totainville est catégorisée commune rurale à habitat dispersé, selon la nouvelle grille communale de densité à sept niveaux définie par l'Insee en 2022.
Elle est située hors unité urbaine. Par ailleurs la commune fait partie de l'aire d'attraction de Mirecourt, dont elle est une commune de la couronne,. Cette aire, qui regroupe 33 communes, est catégorisée dans les aires de moins de 50 000 habitants,.

### Occupation des sols
L'occupation des sols de la commune, telle qu'elle ressort de la base de données européenne d’occupation biophysique des sols Corine Land Cover (CLC), est marquée par l'importance des territoires agricoles (84,7 % en 2018), une proportion identique à celle de 1990 (84,7 %). La répartition détaillée en 2018 est la suivante : 
prairies (52 %), terres arables (20,8 %), forêts (15,3 %), zones agricoles hétérogènes (11,9 %). L'évolution de l’occupation des sols de la commune et de ses infrastructures peut être observée sur les différentes représentations cartographiques du territoire : la carte de Cassini (XVIIIe siècle), la carte d'état-major (1820-1866) et les cartes ou photos aériennes de l'IGN pour la période actuelle (1950 à aujourd'hui).

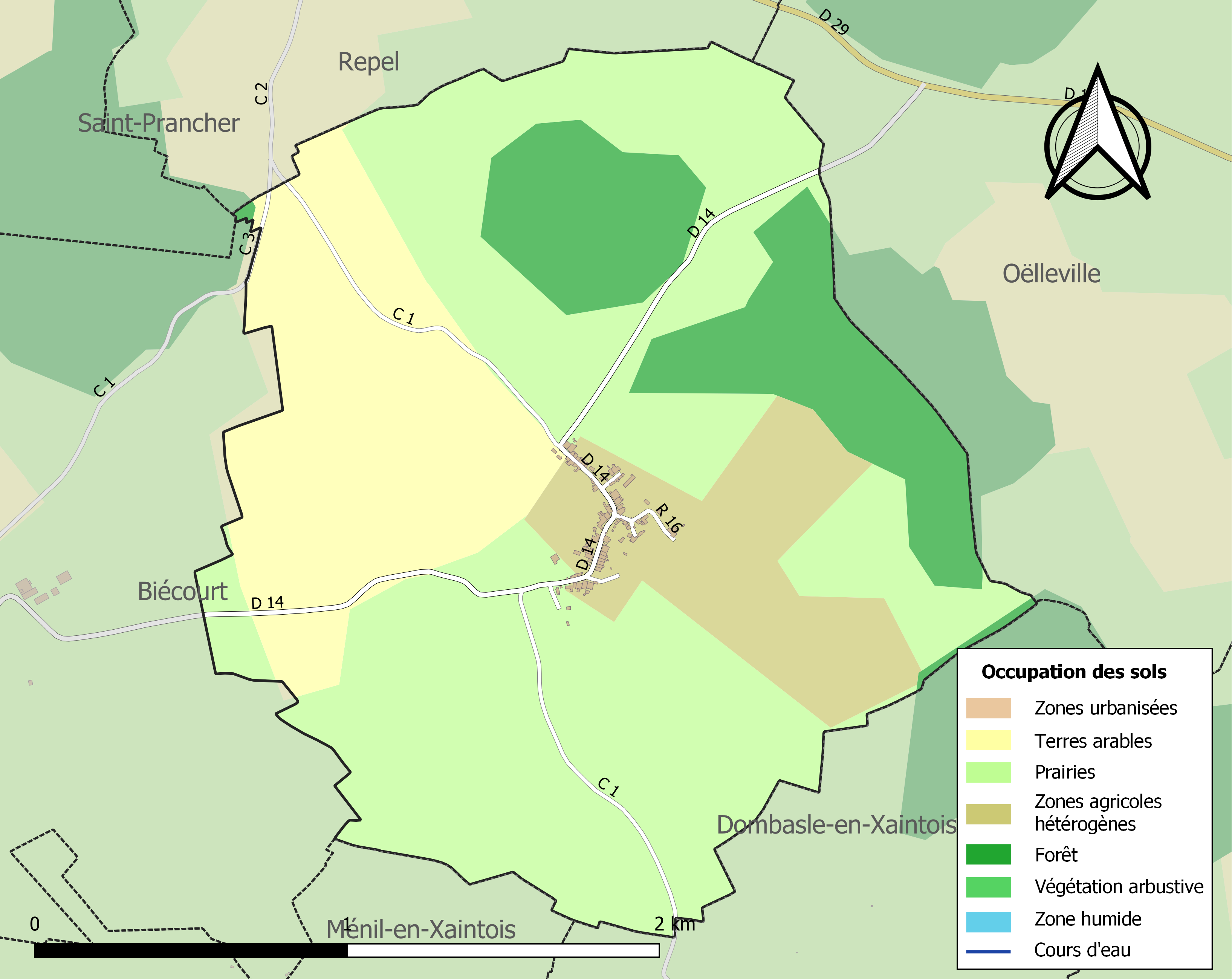
Carte des infrastructures et de l'occupation des sols de la commune en 2018 (CLC).

### Voies de communications et transports

#### Voies routières
- A31 (aussi appelée autoroute de Lorraine-Bourgogne). Échangeurs Châtenois, Bulgnéville, Colombey-les-Belles[16].

#### Transports en commun
- Fluo Grand Est.

#### Lignes SNCF
- Gare de Contrexéville
- Gare de Vittel

#### Transports aériens
- L'Aéroport d'Épinal-Mirecourt « Vosges Aéroport ».

À partir de l'été 2021, l’aéroport d’Épinal-Mirecourt est devenu le "pélicandrome" de la Zone Est et servira ainsi de base de ravitaillement et d’intervention pour les avions bombardiers d’eau connus sous le nom de Dash 8.

## Toponymie
Le nom de la localité est attesté sous les formes Totanivilla au Xe siècle; Totainville en 1255; Toutainville en 1255; Totenville en 1309; Tontainvilla en 1402; Tontainville ou Toutainville en 1426; Totanville en 1459; Tonteinville au XVIIe siècle; Toutainville ou Totainville en 1753; Tottainville au XVIIIe siècle.
Il s'agit d'une formation toponymique en -ville au sens ancien de « domaine rural » dont le premier élément Totain- est un anthroponyme. Totain- représente le nom de personne germanique Totta au cas régime que l'on rencontre également dans Toutencourt et Toutens.

## Histoire
Le village était le chef-lieu d’une seigneurie ancienne : Vary de Paroy l'acheta en 1335. Les haute, moyenne et basse justices du ban de Totainville appartenaient par moitié aux voués et au chapitre de Remiremont (elles dépendaient, s'agissant du chapitre, du petit chancelier). Au XVIIIe siècle, M. de Bassompierre était coseigneur avec le chapitre.
Sous l'Ancien Régime, Totainville appartenait au bailliage de Mirecourt. De 1790 à l'an IX, la commune fait partie du canton de Rouvres-en-Xaintois.
Au spirituel, le patronage de la cure de Totainville revenait au chapitre de Remiremont qui percevait les deux-tiers des grosses dîmes, l'autre tiers et toutes les menues étant au curé. L'église, dédiée à saint Remi, relevait du diocèse de Toul, doyenné de Porsas.
La mairie et l'école ont été construites en 1831.

## Politique et administration

### Découpage territorial
Par arrêté préfectoral du 15 septembre 2023, la commune est retirée le 1er janvier 2024 de l'arrondissement d'Épinal et rattachée à l'arrondissement de Neufchâteau.

### Liste des maires
| Période                                  | Période                       | Identité                   | Étiquette | Qualité |
| ---------------------------------------- | ----------------------------- | -------------------------- | --------- | ------- |
| Les données manquantes sont à compléter. |                               |                            |           |         |
|                                          | mars 2001                     | Bernard Julien (1929-2012) |           |         |
| mars 2001                                | En cours (au 18 février 2015) | Christian Thouvenin        |           |         |

### Budget et fiscalité 2023

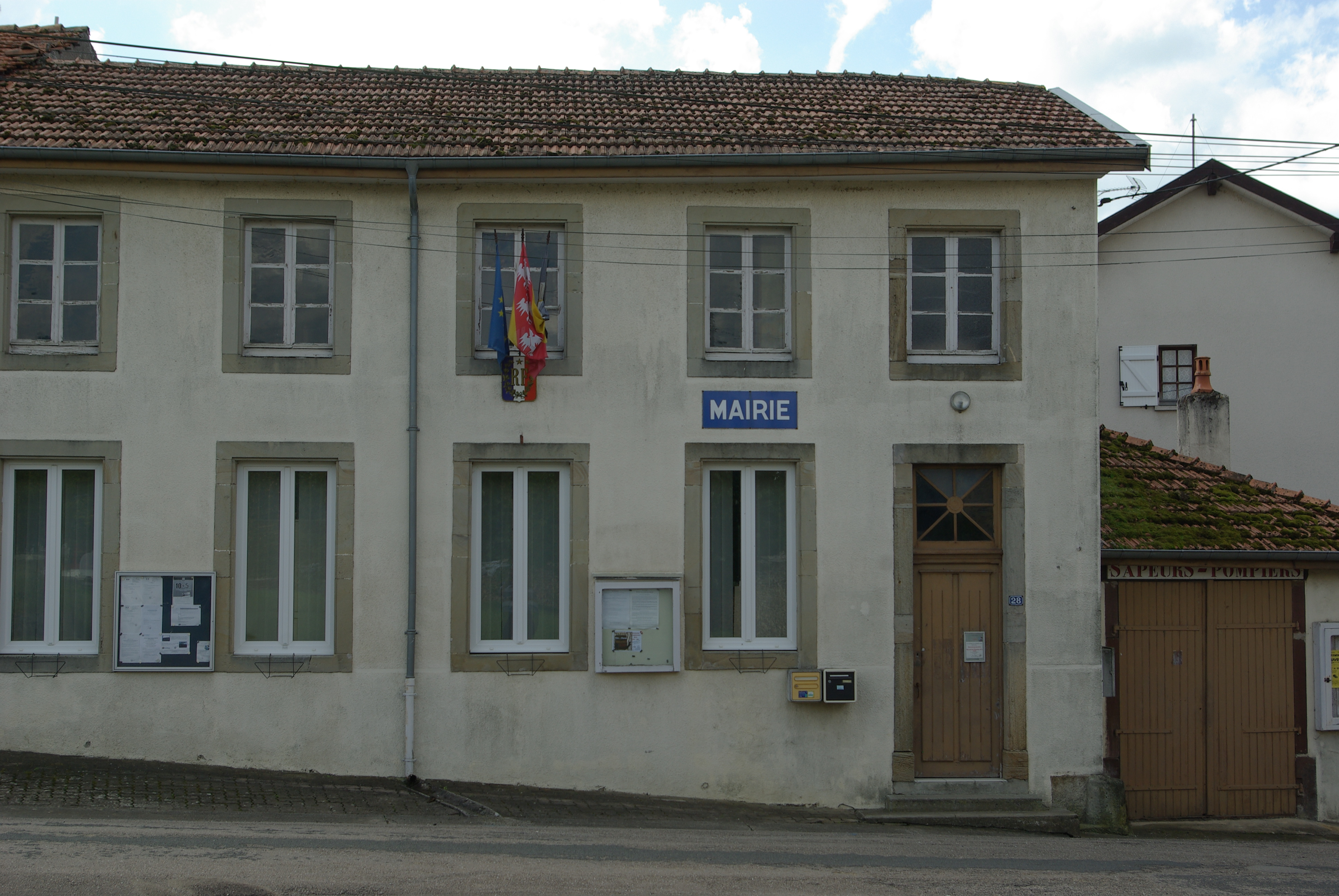
Mairie de Totainville.

En 2023, le budget de la commune était constitué ainsi :
- total des produits de fonctionnement : 108 000 €, soit 889 € par habitant ;
- total des charges de fonctionnement : 61 000 €, soit 505 € par habitant ;
- total des ressources d'investissement : 0 €, soit 3 € par habitant ;
- total des emplois d'investissement : 54 000 €, soit 450 € par habitant ;
- endettement : 220 000 €, soit 1 818 € par habitant.

Avec les taux de fiscalité suivants :
- taxe d'habitation : 13,42 % ;
- taxe foncière sur les propriétés bâties : 36,70 % ;
- taxe foncière sur les propriétés non bâties : 18,15 % ;
- taxe additionnelle à la taxe foncière sur les propriétés non bâties : 0,00 % ;
- cotisation foncière des entreprises : 0,00 %.

Chiffres clés Revenus et pauvreté des ménages en 2021 : médiane en 2021 du revenu disponible, par unité de consommation : 24 000 €.

## Économie

### Entreprises et commerces

#### Commerces
- Commerces et services de proximité[24].

## Population et société

### Démographie

#### Évolution démographique
L'évolution du nombre d'habitants est connue à travers les recensements de la population effectués dans la commune depuis 1793. Pour les communes de moins de 10 000 habitants, une enquête de recensement portant sur toute la population est réalisée tous les cinq ans, les populations de référence des années intermédiaires étant quant à elles estimées par interpolation ou extrapolation. Pour la commune, le premier recensement exhaustif entrant dans le cadre du nouveau dispositif a été réalisé en 2007.

En 2022, la commune comptait 114 habitants, en évolution de −8,06 % par rapport à 2016 (Vosges : −2,96 %, France hors Mayotte : +2,11 %).
| 1793 | 1800 | 1806 | 1821 | 1831 | 1836 | 1841 | 1846 | 1856 |
| ---- | ---- | ---- | ---- | ---- | ---- | ---- | ---- | ---- |
| 196  | 192  | 224  | 260  | 292  | 307  | 304  | 309  | 271  |

| 1861 | 1866 | 1876 | 1881 | 1886 | 1891 | 1896 | 1901 | 1906 |
| ---- | ---- | ---- | ---- | ---- | ---- | ---- | ---- | ---- |
| 259  | 268  | 255  | 230  | 232  | 228  | 236  | 212  | 194  |

| 1911 | 1921 | 1926 | 1931 | 1936 | 1946 | 1954 | 1962 | 1968 |
| ---- | ---- | ---- | ---- | ---- | ---- | ---- | ---- | ---- |
| 187  | 159  | 160  | 158  | 143  | 146  | 155  | 130  | 112  |

| 1975 | 1982 | 1990 | 1999 | 2006 | 2007 | 2012 | 2017 | 2022 |
| ---- | ---- | ---- | ---- | ---- | ---- | ---- | ---- | ---- |
| 121  | 104  | 89   | 90   | 122  | 127  | 125  | 121  | 114  |

### Enseignement
Établissements d'enseignements :
- Écoles maternelles et primaires à Oëlleville, Rouvres-en-Xaintois, Gironcourt-sur-Vraine, Baudricourt, Pleuvezain.
- Collèges à Châtenois, Mirecourt, Mandres-sur-Vair, Vittel, Contrexéville.
- Lycées à Mirecourt, Mandres-sur-Vair, Contrexéville, Neufchâteau.

### Santé
Professionnels et établissements de santé :
- Médecins à Gironcourt-sur-Vraine, Vicherey, Châtenois, Mirecourt, Remoncourt, Mattaincourt.
- Pharmacies à Gironcourt-sur-Vraine, Vicherey, Châtenois, Mirecourt, Remoncourt, Mattaincourt.
- Hôpitaux à Mirecourt, Mattaincourt, Vittel, Neufchâteau, Charmes.

### Cultes
- Culte catholique, Paroisse Saint-Pierre-Fourier[31], Diocèse de Saint-Dié.

## Culture locale et patrimoine

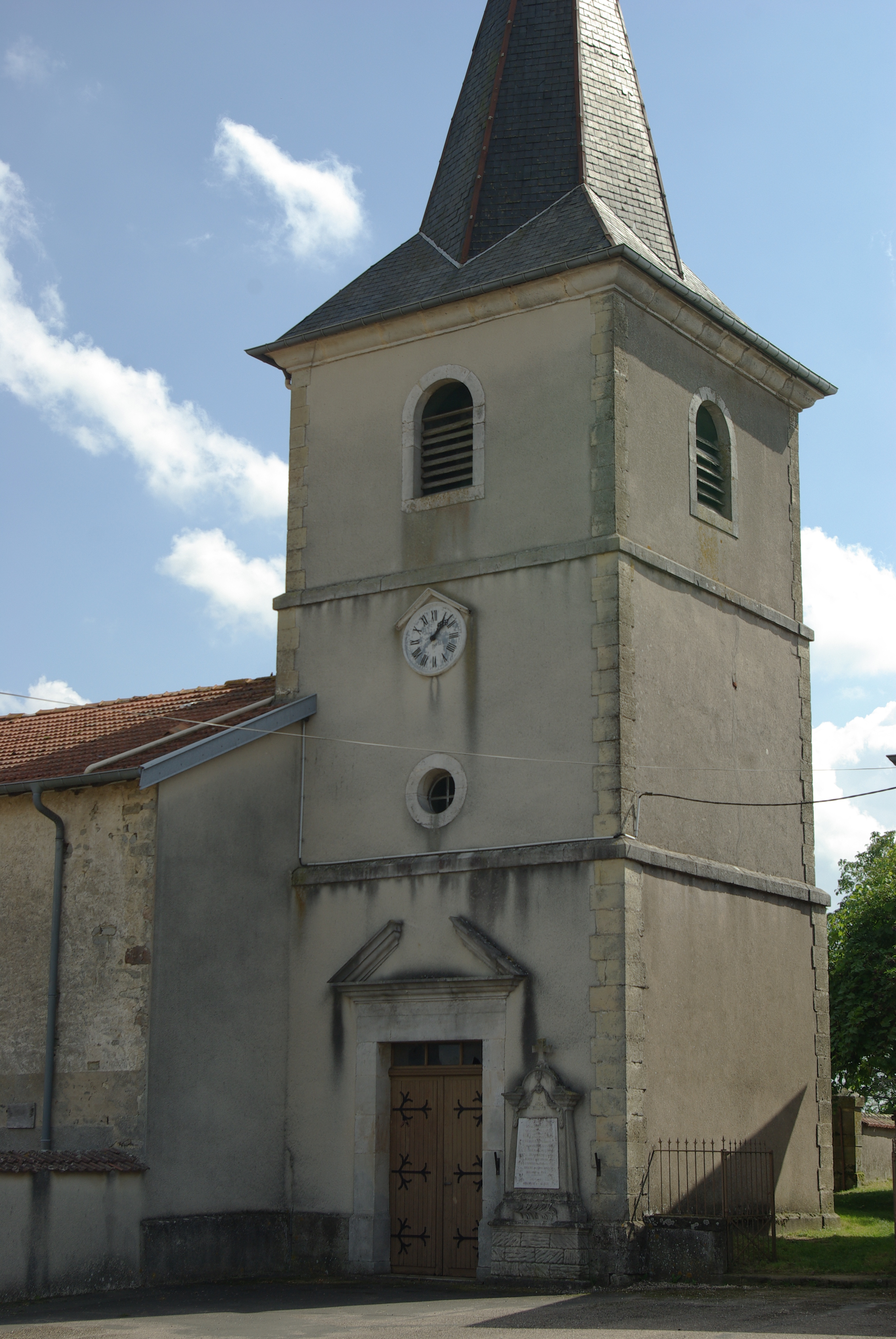
L'église Saint-Remi.

### Lieux et monuments
- Église Saint-Remi : l’église paraît remonter au XVe siècle ; la tour a été reconstruite en 1825[32].
- Patrimoine rural recensé par le service régional de l'Inventaire général du patrimoine culturel[33],[34].
- Ancien lavoir.
- Calvaire[35].
- Monument aux morts[36].

### Personnalités liées à la commune
- Médaillés de Sainte-Hélène[37].

## Pour approfondir